# Abschiedsraum

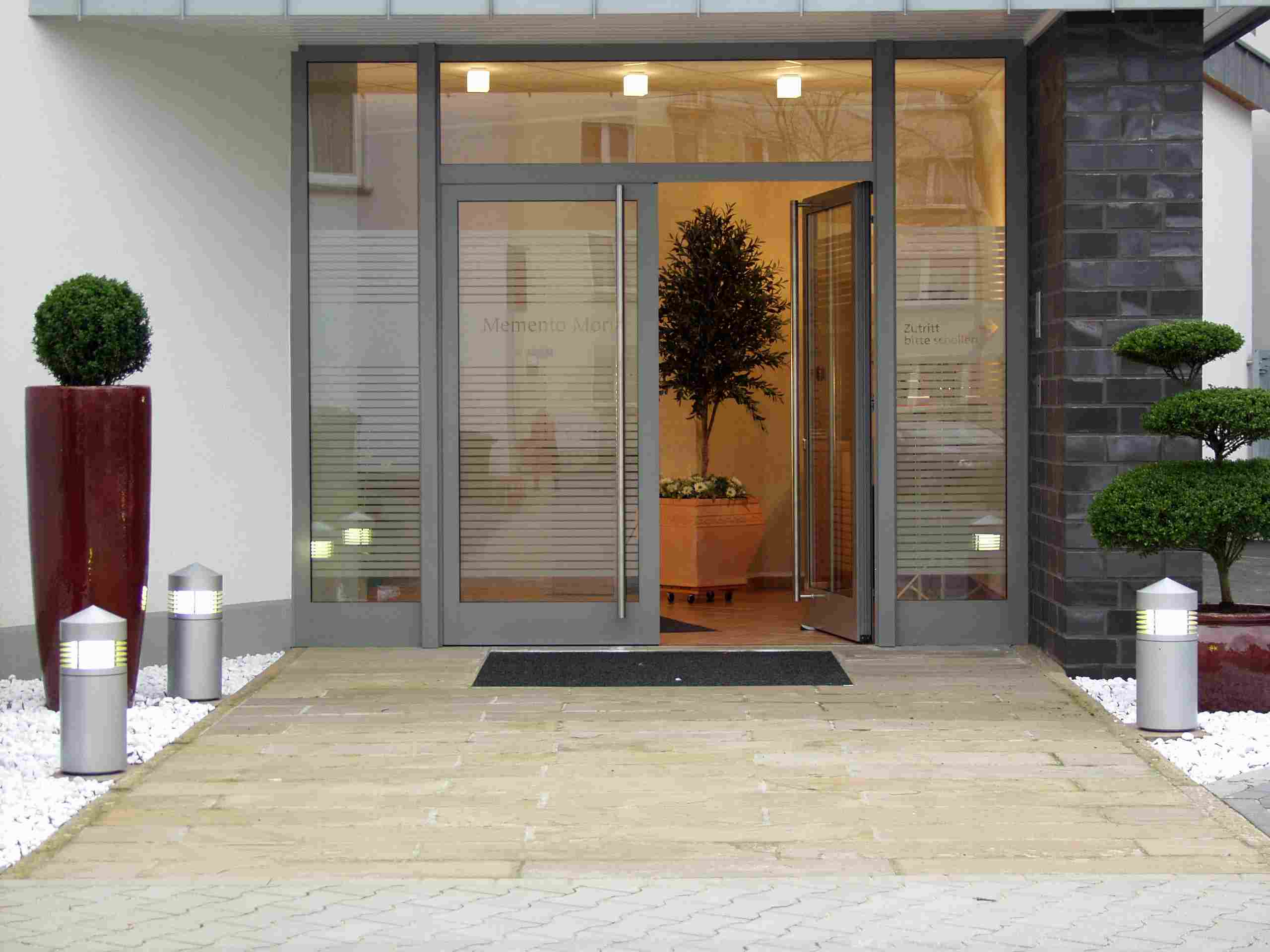
Eingang zu einem Abschiedsraum in Gelsenkirchen-Schalke

Ein Abschiedsraum ist im Bestattungswesen ein eigens für die Abschiednahme eingerichteter Raum innerhalb eines bestimmten größeren Komplexes. So werden Abschiedsräume in Bestattungsinstituten, Krematorien, Hospizen, Kliniken und anderen Einrichtungen zur Verfügung gestellt. 
Abschiedsräume bestehen auch in Tierkrematorien.